# عبدالقادر بیازیت
عبدالقادر بیازیت (انگلیسی: Abdulkadir Beyazıt؛ زادهٔ ۴ نوامبر ۱۹۹۶) بازیکن فوتبال اهل آلمان است.
از باشگاه‌هایی که در آن بازی کرده‌است می‌توان به باشگاه فوتبال انرژی کوتبوس اشاره کرد.